# .za
.za는 남아프리카 공화국의 도메인으로, 네덜란드어의 Zuid-Afrika에서 유래되었다. 대부분의 도메인들은 2차 도메인 .co.za로 등록되어 있다.

## 관리
남아프리카 공화국의 공식 명칭은 네덜란드 Zuid-Afrika의 약어인 ZA로 축약될 수 없다. 네덜란드어는 1961년까지 남아프리카 연방의 공식 언어로 간주되었다. 이후 1983년에 아프리칸스어와의 동의어 지위를 잃었다. Suid-Afrika는 아프리칸스어의 표준 철자이지만 .sa 도메인은 사우디아라비아에서 사용된다. Zuid-Afrika는 사용 이력이 있다. 남아프리카의 국제 차량 코드는 1936년부터 "ZA"였다. ZAR은 남아프리카 랜드의 ISO 4217 통화 코드로 사용된다. 남아프리카 항공기 등록 접두어도 Z로 시작한다.